# جيمي نيلسون (لاعب كرة قاعدة أمريكي)
جيمي نيلسون (بالإنجليزية: Jamie Nelson)‏ هو لاعب كرة قاعدة أمريكي، ولد في 5 سبتمبر 1959 في كلينتون في الولايات المتحدة.

## وصلات خارجية
- جيمي نيلسون (لاعب كرة قاعدة أمريكي) على موقعبيزبول رفرنس.كوم (الدوري الرئيسي) (الإنجليزية)
- جيمي نيلسون (لاعب كرة قاعدة أمريكي) على موقعبيزبول رفرنس.كوم (الدوري الثانوي) (الإنجليزية)